# Belval-sous-Châtillon
Belval-sous-Châtillon és un municipi francès, situat al departament del Marne i a la regió del Gran Est. L'any 2007 tenia 166 habitants.

## Demografia

### Població
El 2007 la població de fet de Belval-sous-Châtillon era de 166 persones. Hi havia 66 famílies, de les quals 12 eren unipersonals (8 homes vivint sols i 4 dones vivint soles), 25 parelles sense fills i 29 parelles amb fills.
La població ha evolucionat segons el següent gràfic:
Habitants censats

### Habitatges
El 2007 hi havia 77 habitatges, 64 eren l'habitatge principal de la família, 8 eren segones residències i 4 estaven desocupats. 75 eren cases i 1 era un apartament. Dels 64 habitatges principals, 58 estaven ocupats pels seus propietaris, 5 estaven llogats i ocupats pels llogaters i 1 estava cedit a títol gratuït; 2 tenien dues cambres, 4 en tenien tres, 15 en tenien quatre i 44 en tenien cinc o més. 50 habitatges disposaven pel capbaix d'una plaça de pàrquing. A 22 habitatges hi havia un automòbil i a 38 n'hi havia dos o més.

### Piràmide de població
La piràmide de població per edats i sexe el 2009 era:
| Homes | Edats   | Dones |
| ----- | ------- | ----- |
| 0     | 95 o +  | 0     |
| 0     | 90 a 94 | 0     |
| 0     | 85 a 89 | 0     |
| 0     | 80 a 84 | 0     |
| 4     | 75 a 79 | 0     |
| 8     | 70 a 74 | 8     |
| 0     | 65 a 69 | 0     |
| 4     | 60 a 64 | 4     |
| 8     | 55 a 59 | 8     |
| 0     | 50 a 54 | 0     |
| 0     | 45 a 49 | 8     |
| 12    | 40 a 44 | 4     |
| 8     | 35 a 39 | 0     |
| 4     | 30 a 34 | 12    |
| 4     | 25 a 29 | 8     |
| 0     | 20 a 24 | 0     |
| 8     | 15 a 19 | 0     |
| 16    | 10 a 14 | 4     |
| 16    | 5 a 9   | 8     |
| 0     | 0 a 4   | 12    |

## Economia
El 2007 la població en edat de treballar era de 104 persones, 80 eren actives i 24 eren inactives. De les 80 persones actives 76 estaven ocupades (42 homes i 34 dones) i 4 estaven aturades (4 dones i 4 dones). De les 24 persones inactives 9 estaven jubilades, 10 estaven estudiant i 5 estaven classificades com a «altres inactius».

### Ingressos
El 2009 a Belval-sous-Châtillon hi havia 65 unitats fiscals que integraven 184 persones, la mediana anual d'ingressos fiscals per persona era de 21.151 €.

### Activitats econòmiques
Dels 5 establiments que hi havia el 2007, 1 era d'una empresa alimentària, 1 d'una empresa de fabricació d'altres productes industrials, 1 d'una empresa d'hostatgeria i restauració i 2 d'empreses de serveis.
L'any 2000 a Belval-sous-Châtillon hi havia 25 explotacions agrícoles que ocupaven un total de 182 hectàrees.

## Poblacions més properes
El següent diagrama mostra les poblacions més properes.